# Kristofer Hivju

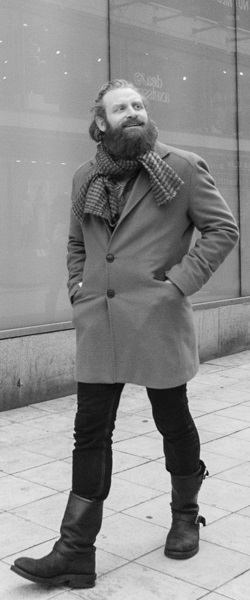
Kristofer Hivju (2015)

Kristofer Hivju (* 7. Dezember 1978 in Oslo, Norwegen) ist ein norwegischer Schauspieler.

## Leben
Kristofer Hivjus Eltern sind die norwegischen Schauspieler Lieselotte Holmene und Erik Hivju. Seine erste kleinere Rolle hatte Hivju in der Fernsehserie Fox Grønland (2001). 2004 schloss er die Russische Akademie für Theaterkunst (GITIS) im dänischen Århus ab. Seitdem spielte Hivju in einigen US-amerikanischen Filmproduktionen wie The Thing (2011) sowie After Earth (2013) mit und wurde durch seine Rolle des Tormund Riesentod in der Serie Game of Thrones (2013–2019) einem breiteren Publikum bekannt.
Für seine Darstellung des Mats in Ruben Östlunds preisgekröntem Filmdrama Höhere Gewalt wurde Hivju mit dem schwedischen Filmpreis Guldbagge als Bester Nebendarsteller ausgezeichnet.
Hivju ist begeisterter Discgolfer und nimmt regelmäßig an Turnieren teil. Er ist seit 2020 Mitglied der Professional Disc Golf Association (PDGA).
Hivju ist seit 2015 mit der Produzentin und Regisseurin Gry Molvær Hivju verheiratet. Die französische Schauspielerin Isabelle Nanty ist seine Cousine.

## Filmografie (Auswahl)
- 2001: Fox Grønland (Fernsehserie, 2 Episoden)
- 2007: Størst av alt (Fernsehserie, 6 Episoden)
- 2008: Manhunt Backwoods Massacre (Rovdyr)
- 2011: The Thing
- 2013: After Earth
- 2013–2019: Game of Thrones (Fernsehserie, 33 Episoden)
- 2014: Einer nach dem anderen (Kraftidioten)
- 2014: Höhere Gewalt (Turist)
- 2014: Operation Arktis (Operasjon Arktis)
- 2014: Lilyhammer (Fernsehserie, Episode 3x02)
- seit 2016: Kommissar Beck – Die neuen Fälle (Fernsehserie)
- 2016: The Last King – Der Erbe des Königs (Birkebeinerne)
- 2017: Fast & Furious 8 (The Fate of the Furious)
- 2017: Die Garde der Löwen (The Lion Guard, Fernsehserie, Episode 2x11, Stimme)
- 2019: Twin (Fernsehserie, 8 Episoden)
- 2020: Downhill
- 2021: The Witcher (Fernsehserie, Episode 2x01)
- 2021: Drei Haselnüsse für Aschenbrödel (Tre nøtter til Askepott)
- 2023: Cocaine Bear
- 2024: Red One – Alarmstufe Weihnachten (Red One)